# God Told Me to Skin You Alive
God Told Me to Skin You Alive est une œuvre de collage de Winston Smith, utilisée par le groupe Green Day comme pochette de son quatrième album Insomniac (1995).

## Description
L'image représente des messages subliminaux avec trois fées, une femme nue, trois squelettes, et d'autres images fantomatiques dans les flammes. D'après son site web, Winston Smith a commencé cette peinture avec le personnage masculin des époux Arnolfini, qui apparaît au milieu, scanné par rayons X et jouant du violon.
Le titre de cette œuvre reprend un vers de I Kill Children, chanson des Dead Kennedys.

## Exploitation
Sur la pochette du quatrième album de Green Day, Insomniac, la femme ne porte pas une guitare acoustique, mais la Stratocaster bleue de Billie Joe Armstrong. 
Le dentiste dans le coin supérieur droit apparaît aussi à l'intérieur de la pochette de l'album Plastic Surgery Disasters du groupe Dead Kennedys. 